# Controverses christologiques pré-chalcédoniennes
 (mars 2021).

Schéma des principales divergences christologiques, d'après Eliade.

Les controverses christologiques pré-chalcédoniennes sont des disputes théologiques à propos de la nature divine ou humaine de Jésus, qui agitèrent le christianisme ancien.
Les différentes interprétations de la Trinité qui agitèrent l’Église chrétienne du IVe siècle peuvent se résumer ainsi : existe-t-il une « hiérarchie » entre le Père, le Fils et le Saint-Esprit ?
Avec l'accès du culte chrétien parmi les cultes reconnus de l'Empire, le pouvoir politique prit l'initiative de réunir  des conciles œcuméniques pour trancher les différends. Le premier fut le Concile de Nicée qui condamne l'arianisme en 325 et formalise la doctrine trinitaire dans le Symbole de Nicée-Constantinople. 
Les controverses au Ve siècle portent plus sur la question suivante : après l'incarnation du Verbe, « qui a pris chair de la Vierge Marie », la personne de Jésus-Christ était-elle unique, en deux natures (divine et humaine), ou bien y avait-il en lui deux « personnes » distinctes, l'homme Jésus, d'une part, le Verbe divin d'autre part, ou encore cette divinité s'est elle manifestée une fois adulte, au moment de son baptême par Jean le Baptiste ?
Le concile d'Éphèse proclame en  431 l'union hypostatique des deux natures du Christ.
En 451, le concile de Chalcédoine proclame l'unique personne du Christ, de nature à la fois divine et humaine.
Mais les christologies déclarées hérétiques dans l'Empire ne disparurent pas pour autant.
En dehors de l'Empire, le nestorianisme est soutenu par l'Église d'Orient et l'arianisme se diffusa largement auprès des peuples fédérés et eut une influence importante en Europe jusqu'au VIe siècle.
Au sein même de l'Empire, les coptes de l'Église d'Alexandrie et à leur suite l'Église d'Éthiopie restèrent fidèles au monophysisme ; puis l'ajout du Filioque au symbole de Nicée amena de nouvelles controverses.

## Premières christologies
Le mot « Christ » est la traduction grecque du terme Messie issue de l'espérance de la restauration de la royauté (indépendante) d'Israël tel que l'idéal en est fixé par la figure de David dans l'Ancien Testament. Dans cette configuration, les diverses métaphysiques établissent un dosage subtil entre le concept de daimon, le concept de royauté - entendu tantôt comme souveraineté, tantôt comme autorité - et l'humanité de Jésus.
Jusqu'au IVe siècle, quand le christianisme devint la religion officielle de l'Empire romain, aucune centralité susceptible de régulation n'existait, et le débat christologique était la règle, y compris entre les quatre évangiles et Paul de Tarse. 
Nombre de christologies se sont développées du le Ier au IVe siècle, ce dont témoignent une foule d'apocryphes publiés à cette époque. Avant 70, voire 135, le christianisme doit être considéré entièrement comme une forme de judaïsme dont il va s'extraire et se différencier progressivement.  Le débat entre diverses écoles de pensée théologique, qui disputent et parfois s'excommunient, y est donc la règle, comme le reflète le Talmud qui voit le début de la mise par écrit de la Mishnah dans cette période.
Suivre Jésus, c'est s'attacher à une personne selon le modèle des disciples suivant un maître pharisien et non croire des vérités immuables.
Le concept de confession de foi ne se fait jour qu'au concile de Nicée en 325. Par ailleurs, le statut divin de l'Esprit-Saint n'est défini qu'au concile de Constantinople, en 381.

## La question de la nature du Christ

### Premières controverses

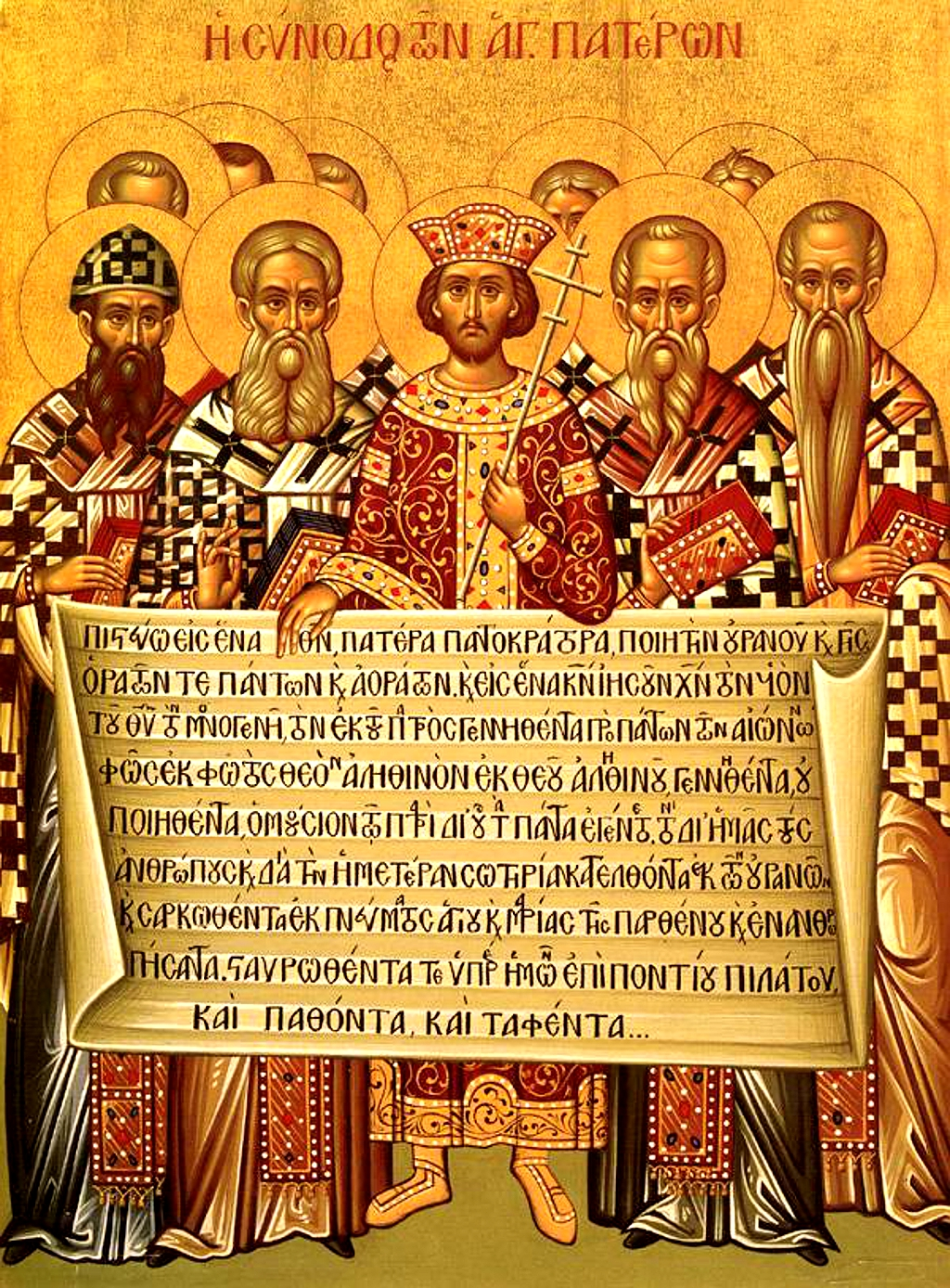
L'empereur Constantin (au centre), avec les évêques du concile de Nicée (325), tenant anachroniquement le texte du « Symbole de Nicée-Constantinople » dans sa forme liturgique grecque, basée sur le texte adopté au premier concile de Constantinople (381)

La conversion de l'empereur romain Constantin et l'édit de Milan en 313 marquent  symboliquement le début de la chrétienté, période de l'histoire de l'Europe où le christianisme deviendra la seule religion admise dans la mesure où il persécutera les autres (à partir de Justinien), et d'abord ses propres dissidents. Sa seule parenthèse sera sous Julien, qui cherchera à revenir aux valeurs gréco-romaines traditionnelles.
Avec cette « Paix de l'Église » commence l'âge d'or des Pères de l'Église qui s'accompagna d'une réinterprétation de la philosophie, notamment celle de Platon, dans le sens de la nouvelle religion, et de l'utilisation de nombreux motifs mythiques du monde ancien pour l'inculturation du christianisme dans le respect de la tradition apostolique.
L'époque est propice aux débats théologiques qui suscitent des controverses passionnées sur la nature du Christ.
La question principale posée dans ces christologies concerne les modalités de la paternité divine dont parle Jésus évoquant son « Père du ciel ». On médite « qui me voit voit mon père » en tâchant d'élaborer les conditions dans lesquelles ce phénomène serait possible. Elles se répartissent en trois catégories selon la façon dont les éléments de cette paternité sont compris : les christologies angéologiques, les christologies différentialistes et enfin celles qui considèrent que le Christ est un homme choisi par Dieu.

### L'école d'Alexandrie et l'arianisme
Les différentes interprétations de la Trinité qui agitèrent l’Église chrétienne du IVe siècle peuvent se résumer ainsi : existe-t-il une « hiérarchie » entre le Père, le Fils et le Saint-Esprit ? 
La question se posa après l'orageux débat suscité par un prêtre d'Alexandrie, Arius, tout au long du IVe siècle. Car c'est la nature divine du Fils, Jésus-Christ, dans ses interactions avec sa nature humaine, qui était au centre de toutes les controverses. Il s'agissait de définir si le Fils était consubstantiel au Père (c'est-à-dire « de même substance »), s’il était ou non subordonné au Père, voire sa « créature ». 
Ces débats, qui portent sur la nature de Jésus puis sur la Trinité sont d’autant plus violents qu’ils illustrent des rivalités entre les grandes métropoles religieuses de la partie orientale de l’Empire romain (Alexandrie, Antioche et Constantinople) ainsi que des rivalités de personnes.
En Orient, le débat christologique n'est pas le seul fait des élites et peut nourrir de vives controverses chez les simples croyants : un sermon de Grégoire de Nysse à ses fidèles de Constantinople, à la fin du IVe siècle, en atteste en dépit et contre la dogmatisation commençante : « Dans cette ville, si vous demandez de la monnaie à un boutiquier, il ne tardera pas à disputer avec vous de la question de savoir si le Fils est engendré ou incréé. »

### Le concile de Nicée (325)
Avec l'accès du culte chrétien parmi les cultes reconnus de l'Empire, le pouvoir politique prit l'initiative de réunir des assemblées d'évêques (conciles) pour régler les différends.  La doctrine qui prévalut, à Nicée en 325 est celle de la consubstantialité ou homoousia, c'est-à-dire que la nature divine du Fils est la même que celle du Père (hypostases distinctes, mais une seule et même substance.

### La diffusion de l'arianisme

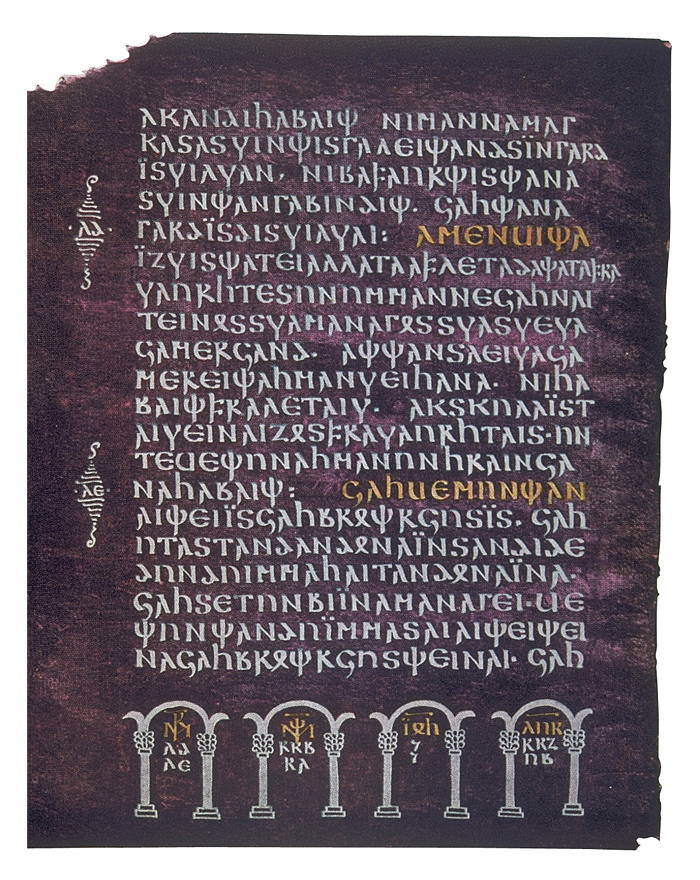
Un exemplaire de la Bible de Wulfila, premier livre en langue gotique : le Codex Argenteus.

Les christologies déclarées hérétiques dans l'Empire ne disparurent pas pour autant. 
Certains empereurs après Constantin revinrent à l'arianisme, et convoquèrent de nouveaux conciles.
Le  concile de Sardique convoqué en 343 par les empereurs Constant et Constance II ne parvint pas à réunir une assemblée unique délibérante.
Les Conciles de Sirmium convoqués entre 349 et 358 par Constance II tentèrent de concilier les différents courants de l'arianisme par de nouveaux symboles. 
Dans un contexte où l'arianisme était favorisé par les empereurs Constance II puis Valens, cette tendance devint majoritaire dans l'empire d'Occident. L'évêque des goths Wulfila professait l'homéisme, évolution de l'arianisme qui affirme l'inégalité des personnages de la Trinité. Il évangélisa  les Goths et réalisa la  traduction de la Bible dans leur langue à l'aide d'un alphabet conçu par ses soins, un événement aux répercussions religieuses et culturelles importantes.

### L'Édit de Thessalonique (380) et le concile de Constantinople (381)
L'empereur Théodose Ier revint au christianisme nicéen.
En 380, il publia l’édit (dit édit de Thessalonique) suivant : « Tous les peuples doivent se rallier à la foi transmise aux Romains par l’apôtre Pierre, celle que reconnaissent le pontife Damase et Pierre, l'évêque d'Alexandrie, c’est-à-dire la Sainte Trinité du Père, du Fils et du Saint-Esprit. »
L'année suivant la promulgation de l'édit de Thessalonique, le même empereur Théodose convoquait le premier concile de Constantinople afin de confirmer le Symbole de Nicée comme doctrine officielle de l'Église. Les thèses ariennes furent de nouveau chassées, et un nouvel édit impérial fut promulgué, donnant un caractère légal aux conclusions du conseil.

## La question de l'Incarnation

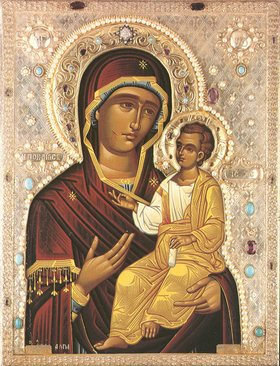
Marie, mère de Jésus ou Mère de Dieu ?

Les controverses christologiques débattues dans les conciles d’Éphèse et de Chalcédoine s’attelèrent à résoudre la question suivante, suscitée à partir de 429 par Nestorius : après l'incarnation du Verbe, « qui a pris chair de la Vierge Marie » (Symbole de Nicée), la personne de Jésus-Christ était-elle unique, en deux natures (divine et humaine), ou bien y avait-il en lui deux « personnes » distinctes (thèses de Nestorius condamnées au Concile d'Éphèse), l'homme Jésus, d'une part, le Verbe divin d'autre part, le second « assumant » le premier non pas dès sa conception dans le sein de la Vierge, mais ultérieurement, une fois adulte, notamment au moment de son baptême par Jean le Baptiste ?
Cette question a une conséquence essentielle, car elle implique de déterminer si la Vierge Marie est seulement la mère de l’homme Jésus (Anthropotokos), la Mère du Christ (Christotokos) ou bien également la Mère de Dieu (Théotokos) ?
Ce problème de mariologie importe pour attribuer un nom (liturgique) à Marie, et un culte marial adapté à son statut, sans dévier des dogmes.

### Le nestorianisme
Le nestorianisme affirme  que deux personnes différentes coexistent en Jésus-Christ : l'une divine et parfaite, l'autre humaine et faillible (Eli, Eli, lama sabachtani : « mon Dieu, mon Dieu, pourquoi m'as-tu abandonné »).
Nestorius, patriarche de Constantinople (421), formé à l’école d'Antioche, affirme la distinction entre la nature humaine et la nature divine du Christ, et conteste la proposition de Cyrille de donner à Marie le titre de théotokos (« mère de Dieu ») ; il ne voit en elle que la mère d'un homme : « Je refuse de voir un Dieu formé dans le sein d'une femme ! » mais conçoit qu'elle soit « Mère du Christ », c'est-à-dire « Christotokos ». C’est une position dualiste, à laquelle s’oppose l’école d'Alexandrie représentée par Cyrille. 

### Le concile d'Éphèse (431)
La convocation du concile d'Éphèse (431) doit  départager Nestorius et Cyrille d'Alexandrie. Dans un premier temps, Cyrille profite de l’absence des partisans de Nestorius pour faire condamner celui-ci. Lorsque les partisans de Nestorius arrivent à Éphèse, ils condamnent Cyrille. Les deux partis intriguent auprès de l’empereur Théodose II et maintiennent une agitation permanente.
Le concile d'Éphèse proclame en 431 que le Christ est une seule personne, de par l'union hypostatique de sa nature divine et humaine ; les thèses nestoriennes, selon lesquelles Jésus-Christ serait un composite de deux personnes distinctes, divine et humaine, sont considérées comme hérétiques.

### Monophysisme et miaphysisme
Après Éphèse, en contestation des thèses de Nicée, certains théologiens alexandrins élaboreront le monophysisme (de monos, « unique », et physis, « nature »), personnifié par le moine Eutychès qui, développant la formulation de Cyrille d'Alexandrie, propose une solution à la question de la nature du Christ. Il y voit deux natures mais une seule volonté, celle de Dieu. Accusé d’hérésie, il maintient que le Christ n'a qu'une nature, la nature divine, par laquelle a été absorbée la nature humaine « comme une goutte d'eau l'est par la mer » après l'Incarnation. On retrouve cette idée dans le miaphysisme de l'église apostolique arménienne. 
Ce nouveau conflit provoque la convocation d'un deuxième concile d'Éphèse (449). Sous la pression de l’empereur Théodose II, Eutychès est réhabilité. Cet épisode est qualifié par l'évêque de Rome, Léon, de « brigandage d’Éphèse » parce que les théologiens occidentaux n'y avaient pas été invités. Le 2e concile d’Éphèse n'est reconnu que par les églises orientales. Il marque le début de la césure entre christianisme oriental et christianisme occidental.

### Concile de Chalcédoine (451)

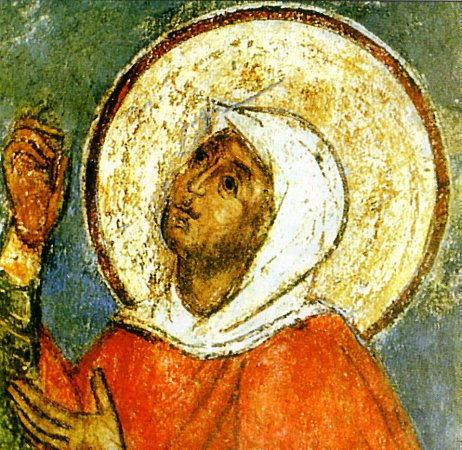
L'église construite sur le tombeau d'Euphémie de Chalcédoine accueille en 451 le quatrième concile œcuménique pour mettre fin au débat qui secoue l'Église autour de la nature du Christ. Deux branches du christianisme n'y participent pas : l'Église copte et l'Église arménienne. Les nestoriens n'y sont pas conviés

À la mort de Théodose, le nouvel empereur, Marcien convoque la tenue du concile de Chalcédoine (451). 
En 451, le concile de Chalcédoine proclame l'unique personne du Christ, de nature à la fois divine et humaine et définit sa doctrine sur la Trinité chrétienne. Ce concile sera l’un des plus importants de l’histoire du christianisme en cela qu'il formule le dogme de la trinité, où du « père » (Dieu) découlent le « fils » (le Christ) et le « Saint-Esprit ». Pour le « fils » incarné, les participants retiennent la formule d’une seule personne et de deux natures (divine et humaine), définition aussitôt contestée. Dans l'église d'occident, en train de convertir les « Barbares », se développe de plus en plus l'idée que le « saint-esprit » découle aussi du « fils », ce qui implique que seule une âme devenue chrétienne peut être sauvée par Dieu.

## Conséquences et postérité

### Dans l'Empire romain

#### Une lente construction des dogmes
Ce dogme est accepté par une partie des églises tant en Occident qu'en Orient (de la Grèce au Caucase), que l'on appelle « chalcédoniennes » ou « melkites » (c'est-à-dire « partisanes de l'empereur »).
Mais dans les royaumes barbares créés lors du déclin de l'Empire romain d'Occident, le christianisme arien était le plus répandu ; il se maintint en  Espagne wisigothique jusqu'à la fin du VIe siècle.

#### La querelle duFilioque
La première modification du symbole en latin, du Credo a lieu dans l'Église espagnole après le IIIe concile de Tolède de 589. Ce concile, présidé par Léandre de Séville, se tient alors que le roi Récarède a décidé l'abandon de l'arianisme par les Wisigoths. La formulation devient en latin : « ex Patre Filioque procedit », soit en français « procède du Père et du Fils ».
Après l'Espagne, le Filioque est utilisé en Gaule franque tandis que l'Italie en général, et en particulier la papauté, s'en tient au symbole de Nicée.

### Hors de l'Empire
Les conclusions du concile de Chalcédoine furent rejetées par certaines églises d'Orient : ce sont celles dites aujourd'hui « des trois conciles », et appelées à l'époque « monophysites » car elles considèrent, comme le concile d'Éphèse, l'union du divin et de l'humain dans le Christ en une seule nature. C'est le cas, entre-autres, des coptes en Égypte, des Éthiopiens et de la majorité des Arméniens. 
Dans l'Empire perse sassanide, la religion officielle est le mazdéisme ; les chrétiens y sont soupçonnés de soutenir l'Empire romain. En 410, le catholicosat de Séleucie-Ctésiphon se détache du patriarcat d'Antioche et en 484 adopte le nestorianisme comme doctrine officielle.